# سيد كريم (لاعب كرة قدم)
سيد كريم (21 مايو 1984 بسنغافورة - ) هو لاعب كرة قدم سنغافوري في مركز الوسط. لعب مع تانجونغ باغار يونايتد ونادي واريورز ووودلاندز ويلينغتون ونادي غومباك يونايتد.

## وصلات خارجية
- سيد كريم على موقع قاعدة بيانات كرة القدم.إي يو (الإنجليزية)
- سيد كريم على موقع Soccerway.com (الإنجليزية)